# Warren M. Hirsch
Warren M. Hirsch (Nova Iorque, 3 de agosto de 1918 – Sarasota, 9 de junho de 2007), foi um matemático e professor do Instituto Courant de Ciências Matemáticas da Universidade de Nova Iorque (NYU).
Estudou  na City College de Nova Iorque. Obteve um Ph.D. em matemática pela Universidade de Nova Iorque (NYU) em 1952. Hirsch é bastante reconhecido por seus trabalhos em biologia matemática, especialmente por pesquisas sobre a transmissão de enfermidades causadas por parasitas. Suas investigações atingiram diversos campos como otimização, investigação de operações, teoria das probabilidades, estatística, bioestatística, epidemiologia matemática e canibalização matemática.
Em 1957 propôs a "Conjetura de Hirsch" que intriga pesquisadores e matemáticos até hoje, segundo a qual  "se um poliedro está definido por n desigualdades lineares em d variáveis sempre há de ser possível viajar de qualquer vértice a qualquer outro vértice recorrendo como muitas n-d arestas", estabelecendo que a linha aresta-vértice de um polígono de n-faces em um espaço euclidiano d-dimensional tem um diâmetro não maior que n − d, usada em programação linear.
Hirsch também serviu à Força Aérea dos Estados Unidos com a patente de major durante a Segunda Guerra Mundial, tendo atuado como "Assistant Chief" em análise de combates, um dos principais responsáveis pelo Controle Estatístico e na análise de bombardeios germânicos.
Tornou-se professor emérito de matemática do Instituto Courant de Ciências Matemáticas da Universidade de Nova Iorque, tendo sido premiado pela Universidade de Friburgo em 1989 por sua colaboração ao avanço das ciências matemáticas no século XX. Orientou diversas pesquisas no campo da matemática e da biologia matemática, incluindo a orientação de mestrado do cientista brasileiro Djairo Guedes de Figueiredo.